# LZ77
LZ77 (Lempel-Ziv 77) ist ein verlustloses Verfahren zur Datenkompression, das 1977 von Abraham Lempel und Jacob Ziv veröffentlicht wurde.
Es ist ein wörterbuchbasiertes Verfahren, das sich erstmals zunutze macht, dass ganze Sequenzen von Daten mehrfach in einem Datensatz vorkommen. In früher entwickelten Verfahren (z. B. Huffman-Kodierung bzw. Shannon-Fano-Kodierung) wurde ausschließlich die Häufigkeit einzelner Zeichen ausgenutzt (siehe auch Entropiekodierung). LZ77 wird als erstes LZ-Verfahren auch LZ1 genannt.

## Definition
Die LZ77-Faktorisierung einer Zeichenkette {\displaystyle x} ist eine Zerlegung in nicht-leere Zeichenketten {\displaystyle w_{1},w_{2},\ldots ,w_{k}}, sodass
- {\displaystyle x=w_{1}w_{2}\cdots w_{k}} und
- für jedes {\displaystyle w_{j}} mit {\displaystyle 1\leq j\leq k} gilt:
  - {\displaystyle w_{j}} ist ein neuer Buchstabe {\displaystyle \alpha }, der nicht in {\displaystyle w_{1}\cdots w_{j-1}} auftaucht oder
  - {\displaystyle w_{j}} ist die längste Zeichenkette, die mindestens zweimal in {\displaystyle w_{1}\cdots w_{j}} auftaucht.

Die einzelnen Zeichenketten {\displaystyle w_{j}} werden als Faktoren oder Phrasen bezeichnet.
Aus der Definition ist direkt ableitbar, dass {\displaystyle w_{1}=x[1]} ist. Dabei bezeichnet {\displaystyle x[i\dots j]} die Zeichenkette {\displaystyle x}, die von der Position {\displaystyle i} an alle Zeichen aus {\displaystyle x} bis einschließlich zur Position {\displaystyle j} enthält. {\displaystyle x[i]} ist die abkürzende Schreibweise für die Zeichenkette {\displaystyle x[i\dots i]}.

## Algorithmus
Die Idee des Algorithmus zur Berechnung der LZ77-Kompression besteht darin, den bereits verarbeiteten Präfix der Zeichenkette als Wörterbuch zu verwenden. Aus implementierungstechnischen Gründen ist die Größe dieses Wörterbuchs in der Praxis beschränkt, um die Dauer der Suche zu beschränken. Es wird deshalb in der Regel ein gleitendes Fenster (engl. sliding window) verwendet, welches sowohl das Wörterbuch als auch den zu betrachtenden Textausschnitt (Vorschaupuffer) begrenzt. Komprimierte Zeichen werden so nach und nach vom Vorschaupuffer in das Wörterbuch verschoben. In der Praxis enthält der Puffer für das Wörterbuch mehrere tausend Zeichen und der Vorschaupuffer für den zu codierenden Ausschnitt der Zeichenkette in etwa 100 Zeichen (teilweise auch weniger).
Der Algorithmus erzeugt als Ausgabe eine Sequenz von Tripeln, mit denen der ursprüngliche Text zurückgewonnen werden kann. Ein Tripel für einen Faktor {\displaystyle w_{j}} hat die Form {\displaystyle (pos,len,\lambda )}, wobei
- {\displaystyle pos} die Position des vorherigen Vorkommens von {\displaystyle w_{j}} in {\displaystyle x} angibt (bzw. {\displaystyle 0}, falls kein vorheriges Vorkommen in {\displaystyle x} existiert),
- {\displaystyle len} die Länge des vorherigen Vorkommens von {\displaystyle w_{j}} ist (bzw. 0, falls {\displaystyle w_{j}} ein neues Zeichen ist)
- und {\displaystyle \lambda } der Mismatch-Buchstabe ist, d. h. für {\displaystyle j\leq k} ist {\displaystyle \lambda =x[|w_{1}w_{2}\cdots w_{j-1}|+len+1]}.

Dabei ist zu beachten, dass bei Verwendung eines Puffers für das Wörterbuch die Position {\displaystyle pos} einer Zeichenkette relativ zum linken oder rechten Rand des Puffers zu verstehen ist (dies kann je nach Implementierung variieren), neue Zeichen müssen dann mit {\displaystyle (0,0,\lambda )} eingeführt werden. Durch das Ausgabeformat der Kompression ist die Rekonstruktion des Textes ohne explizites Abspeichern des Wörterbuches möglich.

### Pseudocode
Der Pseudocode ist eine Wiedergabe des LZ77-Kompressionsalgorithmus mit gleitendem Fenster:
```
 
while
 
Der
 
Vorschaupuffer
 
nicht
 
leer
 
ist
;
 
do

     
Durchsuche
 
r
ü
ckw
ä
rts
 
das
 
W
ö
rterbuch
 
nach
 
der
 
l
ä
ngsten
 
ü
bereinstimmenden

                                         
Zeichenkette
 
mit
 
dem
 
Vorschaupuffer
;

     
if
 
Eine
 
Ü
bereinstimmung
 
wurde
 
gefunden
;
 
then

         
Gib
 
das
 
Tripel
 
(
Versatz
 
zum
 
Rand
 
des
 
W
ö
rterbuch
,

                         
L
ä
nge
 
der
 
gefundenen
 
Zeichenkette
,

                         
erstes
 
nicht
 
ü
bereinstimmendes
 
Zeichen
 
aus
 
dem
 
Vorschaupuffer
)
 
aus
;

         
Verschiebe
 
das
 
Fenster
 
um
 
die
 
L
ä
nge
+
1
;

     
else

         
Gib
 
das
 
Tripel
 
(
0
,
 
0
,
 
erstes
 
Zeichen
 
im
 
Vorschaupuffer
)
 
aus
;

         
Verschiebe
 
das
 
Fenster
 
um
 
1
;

     
end
 
if

 
end
 
while

```

### Beispiel
Die Berechnung der LZ77-Faktorisierung wird anhand der Zeichenkette aacaacabcabaaac veranschaulicht.
Die Tabelle zeigt die Berechnung der LZ77-Faktorisierung unter Verwendung eines Wörterbuchs der Länge 12 und einem Vorschaupuffer der Länge 10 (Index von 0 bis 9).
In der ganz rechten Spalte findet sich von oben nach unten gelesen die Ausgabe des Algorithmus (0, 0, a ), (1, 1, c ), (3, 4, b ), (3, 3, a ) und (12, 3, Ende).
Die Position ist relativ zum rechten Rand des Wörterbuchs angegeben, dies muss bei der Decodierung genauso geschehen.
Die Puffer funktionieren nach dem Prinzip des gleitenden Fensters (engl.: sliding window), d. h. der zu komprimierende Datenstrom wird von rechts in die Puffer hineingeschoben.
Wie im Algorithmus vermerkt, erfolgt die Verschiebung um die Länge der gefundenen Übereinstimmung im Wörterbuch und eine weitere Position. Dies führt dazu, dass redundante Tripel vermieden werden, da neue Zeichen sonst immer einzeln in das Wörterbuch übernommen werden. Im Beispiel müsste so das dritte Tripel (0, 0, c ) mit aufgenommen werden, was die Kompressionsrate allerdings deutlich verschlechtert.
Dabei sind die Übereinstimmungen grün und die zu verschiebende Zeichenkette in rot gekennzeichnet. Dabei gilt zu beachten, dass immer ein Zeichen mehr verschoben wird, als in der Übereinstimmung gefunden wurde, um neue Zeichen nicht doppelt codieren zu müssen.
| Zeile  | 12   | 11   | 10   | 9    | 8    | 7    | 6    | 5    | 4    | 3    | 2    | 1    | 0 | 1 | 2 | 3    | 4    | 5    | 6    | 7    | 8    | 9    | Ausgabe                                        |
| 1      | leer | leer | leer | leer | leer | leer | leer | leer | leer | leer | leer | leer | a | a | c | a    | a    | c    | a    | b    | c    | a    | {\displaystyle \Longrightarrow } (0, 0, a )    |
| 2      | leer | leer | leer | leer | leer | leer | leer | leer | leer | leer | leer | a    | a | c | a | a    | c    | a    | b    | c    | a    | b    | {\displaystyle \Longrightarrow } (1, 1, c )    |
| 3      | leer | leer | leer | leer | leer | leer | leer | leer | leer | a    | a    | c    | a | a | c | a    | b    | c    | a    | b    | a    | a    | {\displaystyle \Longrightarrow } (3, 4, b )    |
| 4      | leer | leer | leer | leer | a    | a    | c    | a    | a    | c    | a    | b    | c | a | b | a    | a    | a    | c    | Ende | Ende | Ende | {\displaystyle \Longrightarrow } (3, 3, a )    |
| 5      | a    | a    | c    | a    | a    | c    | a    | b    | c    | a    | b    | a    | a | a | c | Ende | Ende | Ende | Ende | Ende | Ende | Ende | {\displaystyle \Longrightarrow } (12, 3, Ende) |
| fertig |      |      |      |      |      |      |      |      |      |      |      |      |   |   |   |      |      |      |      |      |      |      |                                                |

Das erste gesehene Zeichen ist unbekannt, sodass das erste a mit (0, 0, a ) aufgenommen wird.
In der 2. Zeile kann das a bereits aus dem Wörterbuch gelesen werden (grün markiert), sodass c als neues Zeichen übernommen wird.
In der 3. Zeile ist ein Sonderfall des LZ77-Algorithmus zu sehen, da die übereinstimmende Zeichenkette bis in das Vorschaufenster hineinragt, dies ist im Beispiel durch die grün-rote Zellfärbung dargestellt.
Zeile 4 und 5 sind äquivalent zu den ersten beiden zu behandeln, mit der Ausnahme, dass im letzten Tripel ein Ende-Marker als nächstes Zeichen eingeführt wird, da der Text vollständig komprimiert wurde und es kein nächstes Zeichen gibt.

### Laufzeitanalyse
Wenn ein effizienter Suchalgorithmus im Wörterbuch verwendet wird, wird die Laufzeit des Algorithmus mit {\displaystyle \Theta (n*l)} angegeben, wobei l die Länge des Wörterbuchs ist. Dies ist möglich, wenn der Vorschau- und Wörterbuchpuffer eine konstante Größe hat und die Suche nach einer übereinstimmenden Zeichenkette bei großen Texten nicht ins Gewicht fällt. In der praktischen Anwendung ist die Implementierung mit einer normalen Suche (ohne zusätzliche Datenstrukturen) eher langsam.

### Vor- und Nachteile
Ein großer Vorteil des LZ77 ist, dass er ohne jegliche Kenntnis des Textes komprimieren kann und des Weiteren nicht mit einem Patent belegt ist. Der LZ78 (der direkte Nachfolger des LZ77) benötigt für die Rekonstruktion des Textes das initiale Wörterbuch (was aber meist das triviale Wörterbuch ist, in dem jedes Einzeichen-Symbol sortiert einmal vorkommt) und war bis ins Jahr 2004 teilweise durch Patente geschützt.
Ein großer Nachteil des LZ77 ist jedoch, dass er allein insbesondere bei kleinen oder nicht natürlichsprachlichen Texten wenig komprimiert oder gar die Datenmenge vergrößert. Dies wird im angegebenen Beispiel deutlich, da der originale Text 16 Zeichen beinhaltet und die Komprimierung 15 Zeichen benötigt, was nur 1 Zeichen Ersparnis bedeutet. Er eignet sich ähnlich wie die Burrows-Wheeler-Transformation oder Move-to-front-Coder sehr gut als Präprozessor, um mittels anderen Kompressionsverfahren wie z. B. einer Huffman-Kodierung Daten effektiv zu komprimieren.

## Dekompression
Die Dekompression von LZ77 komprimierten Dateien ist deutlich einfacher als die Kompression, da keine Suche nach übereinstimmenden Zeichenketten stattfinden muss. Die Laufzeit ist linear und hat genau so viele Schritte wie der Originaltext lang ist, also {\displaystyle \Theta (n)}.

### Pseudocode
Der Pseudocode ist eine Wiedergabe des LZ77 Dekompressionsalgorithmus mit gleitendem Fenster:
```
 
for
 
Jedes
 
Tripel
 
(
offset
,
 
length
,
 
symbol
)

     
if
 
length
 
>
 
0
;
 
then

         
Durchlaufe
 
R
ü
ckw
ä
rts
 
die
 
bisherige
 
Ausgabe
 
und
 
gib
 
solange
 
Zeichen
 
aus

                 
bis
 
eine
 
L
ä
nge
 
von
 
length
 
erreicht
 
ist
,

                 
bei
 
einem
 
Ü
berlauf
 
beginne
 
erneut
 
bei
 
Offset
;

     
end
 
if

     
Gib
 
Symbol
 
aus
;

 
end
 
for

```

### Beispiel
Die Dekompression von LZ77-Codierungen benötigt kein zusätzliches Wörterbuch, die ausgegebenen Tripel sind eindeutig, um den Text zu rekonstruieren.
Die rot hinterlegten Zellen sind Zellen, die für die Rekonstruktion in der darauffolgenden Zeile verwendet werden.
| Zeile  | Eingabe                                        | 16   | 15   | 14   | 13   | 12   | 11   | 10   | 9    | 8    | 7    | 6    | 5    | 4    | 3    | 2    | 1    |
| 1      | {\displaystyle \Longrightarrow } (0, 0, a )    | leer | leer | leer | leer | leer | leer | leer | leer | leer | leer | leer | leer | leer | leer | leer | a    |
| 2      | {\displaystyle \Longrightarrow } (1, 1, c )    | leer | leer | leer | leer | leer | leer | leer | leer | leer | leer | leer | leer | leer | a    | a    | c    |
| 3      | {\displaystyle \Longrightarrow } (3, 4, b )    | leer | leer | leer | leer | leer | leer | leer | leer | a    | a    | c    | a    | a    | c    | a    | b    |
| 4      | {\displaystyle \Longrightarrow } (3, 3, a )    | leer | leer | leer | leer | a    | a    | c    | a    | a    | c    | a    | b    | c    | a    | b    | a    |
| 5      | {\displaystyle \Longrightarrow } (12, 3, Ende) | a    | a    | c    | a    | a    | c    | a    | b    | c    | a    | b    | a    | a    | a    | c    | Ende |
| fertig |                                                |      |      |      |      |      |      |      |      |      |      |      |      |      |      |      |      |

Ist der erste Eintrag eines Tripels gleich 0, wird der letzte Eintrag im Tripel an den Text angehängt (siehe Zeile 1).
In Zeile 2 mit der Eingabe (1, 1, c ), wird bereits der erste Eintrag des rekonstruierten Textes aus Zeile 1 (erste Eintrag des Tripels für Position 1 und die zweite Eintrag des Tripels für die Länge 1) wieder
verwendet und anschließend das Zeichen c hinten angehängt.
In Zeile 3 ist die Länge der wieder verwendeten Zeichenkette länger als die gespeicherten Daten im Wörterbuch (Länge 4, aber ab Speicherzelle 3 sind nur 3 Zellen verfügbar), es wird deshalb wieder bei der Startposition (Speicherzelle 3) mit der Ausgabe fortgefahren und ein zusätzliches a ausgegeben. Anschließend wird das b als letzter Eintrag des zu verarbeitenden Tripels angehängt.
Die Zeilen 4 und 5 sind analog zu verstehen. Das Ende-Zeichen wird bei Rekonstruktion ignoriert, da es global als Ende des Textes zu verstehen ist.
Der vollständig rekonstruierte Text lautet aacaacabcabaaac.

## Effiziente Konstruktion
Für eine Laufzeit-effizientere Berechnung der LZ77-Faktorisierung einer Zeichenkette wird im Folgenden die Faktorisierung auf der kompletten Zeichenkette berechnet und das Prinzip des gleitenden Fensters aufgegeben. Schließlich wird in mehreren Anwendungen (siehe Abschnitt Verwendung) auch die LZ77-Kompression auf der gesamten Zeichenkette verwendet.
Eine bezüglich der Laufzeit effiziente Berechnung der LZ77-Faktorisierung für eine Zeichenkette ist mit Hilfe von zusätzlichen Datenstrukturen möglich.
Für eine Zeichenkette {\displaystyle x} bezeichne {\displaystyle SA} das Suffixarray und {\displaystyle ISA} das inverse Suffixarray von {\displaystyle x}, d. h. es ist {\displaystyle ISA[i]=j} genau dann, wenn {\displaystyle SA[j]=i}. Zudem bezeichne {\displaystyle lcp(i,j)} die Länge des längsten gemeinsamen Präfixes der Zeichenketten {\displaystyle x[SA[i]..n]} und {\displaystyle x[SA[j]..n]}, wobei {\displaystyle n=|x|} ist.
Die Berechnung nutzt aus, dass für einen Faktor {\displaystyle w_{j}} von {\displaystyle x} mit {\displaystyle |w_{j}|>1} für die Bestimmung der Position {\displaystyle pos} des Tupels nur die Textpositionen {\displaystyle SA[NSV[ISA[j]]]} und {\displaystyle SA[PSV[ISA[j]]]} betrachtet werden müssen. Dabei ist {\displaystyle NSV[j]=min\{i\in \{j+1,\ldots ,n\}\,|\,SA[i]<SA[j]\}} (NSV steht für next smaller value) und {\displaystyle PSV[j]=max\{i\in \{1,\ldots ,j-1\}\,|\,SA[i]<SA[j]\}} (PSV steht für previous smaller value).

### Pseudocode
Der Algorithmus LZ_Factor(i, psv, nsv) liefert als Rückgabe die Startposition des nächstens Faktors
```
Algorithmus
 
LZ_Factor
(
k
,
 
psv
,
 
nsv
)
:

     
i
 
=
 
ISA
[
k
]

     
if
 
lcp
(
k
,
 
SA
[
psv
[
i
]])
 
>
 
lcp
(
k
,
 
SA
[
nsv
[
i
]])
;
 
then

         
(
pos
,
 
len
)
 
<-
 
(
SA
[
psv
[
i
]]
,
 
lcp
(
k
,
 
SA
[
psv
[
i
]]))

     
else

         
(
pos
,
 
len
)
 
<-
 
(
SA
[
nsv
[
i
]]
,
 
lcp
(
k
,
 
SA
[
nsv
[
i
]]))

     
end
 
if

     
if
 
len
 
=
 
0
;
 
then

         
pos
 
<-
 
x
[
k
]

     
end
 
if

     
if
 
k
 
+
 
len
 
>
 
n
;
 
then

         
print
 
Factor
(
pos
,
 
len
,
 
'Ende'
)

     
else

         
print
 
Factor
(
pos
,
 
len
)

     
end
 
if

     
return
 
k
 
+
 
max
(
len
,
 
1
)

```

#### Beispiel
Betrachten wir die Zeichenkette x = aaaba und k = 1. Im Suffixarray SA der Zeichenkette x starten wir bei dem Index i = ISA[k], also i = ISA[1] = 2. Aus der Tabelle erhalten wir psv[2] = 0, nsv[2] = 6. Da sowohl lcp[i, psv] als auch lcp[i, nsv] gleich 0 sind, geben wir den ersten komprimierten Faktor Factor(a, 0) aus. Die nächste zu suchende Position ist k + max(len, 1) = 2.
| i | SA         | ISA | x[SA[i]..n] | psv[i] | nsv[i] |
| - | ---------- | --- | ----------- | ------ | ------ |
| 0 | - infinity |     |             |        |        |
| 1 | 5          | 2   | a           | 0      | 2      |
| 2 | 1          | 3   | aaaba       | 0      | 6      |
| 3 | 2          | 4   | aaba        | 2      | 6      |
| 4 | 3          | 5   | aba         | 3      | 6      |
| 5 | 4          | 1   | b           | 4      | 6      |
| 6 | - infinity |     |             |        |        |

Wenn k = 2 ist: Im Suffixarray SA starten wir bei i = ISA[2] = 3. Aus der Tabelle erhalten wir SA[psv[3]] = SA[2] = 1, nsv[3] = 6. Da lcp[2,1] = 2, lcp[2,6] = 0, geben wir den zweiten komprimierten Faktor Factor(1, 2) aus. Die nächste zu suchende Position ist k + max(len, 1) = 4.
Wenn k = 4 ist: Im Suffixarray SA starten wir bei i = ISA[4] = 5. Aus der Tabelle erhalten wir SA[psv[5]] = SA[4] = 3, nsv[5] = 6. Da lcp[4,3] = 0, lcp[4,6] = 0, geben wir den dritten komprimierten Faktor Factor(b, 0) aus. Die nächste zu suchende Position ist k + max(len, 1) = 5.
Wenn k = 5 ist: Im Suffixarray SA starten wir bei i = ISA[5] = 1. Aus der Tabelle erhalten wir psv[1] = 0, SA[nsv[1]] = SA[2] = 1. Da k + len > 5, geben wir den vierten komprimierten Faktor Factor(1, 1, "Ende") aus.
Die beiden Arrays {\displaystyle NSV} und {\displaystyle PSV} können aus dem Suffixarray {\displaystyle SA} in Linearzeit berechnet werden:
```
 
for
 
i
 
<-
 
2
 
to
 
n
+
1
;
 
do

     
j
 
<-
 
i
-
1

     
while
 
defined
(
j
)
 
and
 
SA
[
i
]
 
<
 
SA
[
j
]
;
 
do

         
NSV
[
j
]
 
<-
 
i

         
j
 
<-
 
PSV
[
j
]

     
end
 
while

     
PSV
[
i
]
 
<-
 
j

 
end
 
for

```

Abschließend folgt der Algorithmus zur Berechnung der LZ77-Faktorisierung für die Zeichenkette {\displaystyle x}
```
 
Berechne
 
SA
,
 
ISA
,
 
NSV
 
und
 
PSV
 
f
ü
r
 
x

 
k
 
<-
 
1

 
while
 
k
 
<=
 
n
;
 
do

     
k
 
<-
 
LZ_Factor
(
k
,
 
PSV
,
 
NSV
)

 
end
 
while

```

### Laufzeitanalyse
Die Berechnung der LZ77-Faktorisierung eines Strings ist mit dem Algorithmus in {\displaystyle {\mathcal {O}}(n)} Zeit möglich, wobei {\displaystyle n=|x|} die Länge der Eingabezeichenkette {\displaystyle x} ist.
Die Methode LZ_Factor benötigt {\displaystyle {\mathcal {O}}(1)} Zeit, wenn die Berechnung von {\displaystyle lcp(i,j)} über Range Minimum Queries realisiert wird. Die Berechnung der Arrays {\displaystyle NSV} und {\displaystyle PSV} ist in {\displaystyle {\mathcal {O}}(n)} Zeit möglich, sodass der gesamte Algorithmus zur Berechnung {\displaystyle {\mathcal {O}}(n)} Zeit benötigt (dies setzt eine Linearzeitkonstruktion des Suffixarrays voraus).

## Vergleich verschiedener Implementierungen
Zur Berechnung der LZ77-Kompression einer Zeichenkette gibt es verschiedene Implementierungen, die sich in der Laufzeit und im Speicherbedarf unterscheiden. Für den Vergleich wird die LZ-Faktorisierung auf der kompletten Zeichenkette {\displaystyle x} mit der Länge {\displaystyle |x|=n} betrachtet. Die Analyse des Speicherbedarfs orientiert sich an der Speicherung in 32- oder 64-Bit-Worten. Dabei belege ein Buchstabe des Alphabets {\displaystyle \Sigma } ein Viertel eines Speicherwortes und ein Integer ein ganzes Speicherwort.
In der folgenden Tabelle sind einige Implementierungen zur Berechnung der LZ77-Faktorisierung mit ihrer Laufzeit, ihrem Speicherbedarf und den verwendeten Datenstrukturen aufgelistet.
| Algorithmus von     | Worst-Case- Laufzeit       | Speicherbedarf in Wörtern | Verwendete Datenstrukturen        | Bemerkungen |
| ------------------- | -------------------------- | ------------------------- | --------------------------------- | --- |
| Abouelhoda et al.   | {\displaystyle \Theta (n)} | {\displaystyle 4.25n+}    | Suffixarray, LCP-Array            | – |
| Chen et al.         | {\displaystyle \Theta (n)} | {\displaystyle 4.25n+}    | Suffixarray, LCP-Array            | – |
| Chen et al.         | {\displaystyle \Theta (n)} | {\displaystyle 3.25n+}    | Suffixarray, LCP-Array            | Positions-Array überschreibt Suffix-Array                                                                                                |
| Chen et al.         | {\displaystyle \Theta (n)} | {\displaystyle 3.25n}     | Suffixarray, LCP-Array            | Positions-Array überschreibt Suffix-Array                                                                                                |
| Crochemore und Ilie | {\displaystyle \Theta (n)} | {\displaystyle 3.25n}     | Suffixarray, LCP-Array, LPF-Array | LZ77-Ausgabe erfordert keinen zusätzlichen Platz                                                                                         |
| Crochemore und Ilie | {\displaystyle \Theta (n)} | {\displaystyle 3n+}       | Suffixarray, LCP-Array, LPF-Array | LZ77-Ausgabe erfordert keinen zusätzlichen Platz, kein Zugriff auf die Zeichenkette {\displaystyle x} für die LZ77-Kompression notwendig |

Einige der in der Tabelle aufgeführten Algorithmen verwenden das LPF-Array (LPF steht für Longest Previous Factor). Das LPF-Array ist wie folgt definiert:
Für jede Position {\displaystyle i} der Zeichenkette {\displaystyle x} ist {\displaystyle LPF[i]} definiert als Länge des längsten Faktors von {\displaystyle x}, der an der Position {\displaystyle i} beginnt und vor der Position {\displaystyle i} in {\displaystyle x} auftaucht, d. h. {\displaystyle LPF[i]=max(\{0\}\cup \{l\,|\,x[i\dots i+l-1]{\text{ ist ein Faktor von }}x[1\dots i+l-2]\})}. Aus dem LPF-Array kann die LZ77-Faktorisierung einer Zeichenkette in linearer Zeit berechnet werden.
Das LPF-Array kann unter anderem mit den oben aufgeführten NSV und PSV-Arrays berechnet werden, denn es gilt: {\displaystyle LPF[i]=max(lcp(i,SA[NSV[ISA[i]]]),lcp(i,SA[PSV[ISA[i]]]))}
Für die Implementierung einiger der in der Tabelle aufgeführten Algorithmen wird ein Stapelspeicher {\displaystyle S} verwendet, welcher zusätzlichen Speicher benötigt. In der Tabelle ist die Verwendung eines Stacks durch ein an den Speicherbedarf angehängtes {\displaystyle +} dargestellt. Die Größe des Stapelspeichers ist begrenzt durch {\displaystyle |S|=n} - dies ist der Fall, wenn die Zeichenkette die Form {\displaystyle x=\alpha ^{n}} mit {\displaystyle \alpha \in \Sigma } aufweist. Erwartet ist {\displaystyle |S|\in O(\log _{|\Sigma |}n)}.

## Verwendung
Heute wird die LZ77-Kompression u. a. noch auf dem Game Boy Advance, dem AutoCAD DWG Format und weiteren eingebetteten Systemen verwendet. Mit der Huffman-Kodierung kombiniert wird LZ77 in dem vielbenutzten Deflate-Algorithmus verwendet, welcher wiederum von sehr bekannten Komprimierungsprogrammen sowie dem Grafikformat PNG genutzt wird. Dass LZ77 mit keinerlei Patenten belegt ist, dürfte wohl der Grund sein, dass das Verfahren heute immer noch dem ein Jahr später veröffentlichten Nachfolger LZ78 vorgezogen wird, der bis ins Jahr 2004 mancherorts in Teilen patentiert war.
In der algorithmischen Verarbeitung von Zeichenketten wird die LZ77-Faktorisierung für die Berechnung von Regelmäßigkeiten in Strings eingesetzt. Dabei wird stets die Faktorisierung auf dem gesamten String betrachtet und nicht nur innerhalb des gleitenden Fensters. Zudem kann die Ausgabe vereinfacht werden, da der ursprüngliche String in den Anwendungen vorliegt und nicht rekonstruiert werden muss. Eine Auswahl von Problemstellungen, bei denen die LZ77-Faktorisierung verwendet werden kann, findet sich in der folgenden Auflistung:
- Bestimmung von Wiederholungen in Zeichenketten[8][9] In einer Zeichenkette {\displaystyle x} wird nach nicht-leeren Teilzeichenketten der Form {\displaystyle uu} (im engl. als tandem repeat oder square bezeichnet) gesucht.
- Zeichenketten mit Wiederholungen mit Lücken (engl.: gaps) fester Größe:[10] In einer Zeichenkette {\displaystyle x} werden alle nicht-leeren Teilzeichenketten der Form {\displaystyle uvu} mit {\displaystyle |u|>0} und {\displaystyle |v|=r} für ein gegebenes {\displaystyle r} gesucht.
- Maximale Periodizitäten in Zeichenketten:[11] In einer Zeichenkette {\displaystyle x} wird eine maximale Periodizität gesucht.
  - Eine Periodizität in einer Zeichenkette {\displaystyle x} ist eine nicht-leere Zeichenkette der Form {\displaystyle p^{m}q}, wobei {\displaystyle m\geq 2} und {\displaystyle q} ein Präfix von {\displaystyle p} ist. Dabei ist {\displaystyle |p|} die Periodenlänge.
  - Ein Vorkommen der Periodizität {\displaystyle x[i\dots j]} mit einer Periodenlänge {\displaystyle k} ist maximal, wenn
    1. {\displaystyle i=1} ist oder {\displaystyle x[i-1\dots j]} keine Periodizität mit Periodenlänge {\displaystyle k} ist und
    2. {\displaystyle j=|x|} ist oder {\displaystyle x[i\dots j+1]} keine Periodizität mit Periodenlänge {\displaystyle k} ist.

## Geschichte
Die Kompressionsgüte ist direkt von der Größe des Lexikons abhängig. Um gute Kompressionsraten zu erhalten, muss das gleitende Fenster daher eine gewisse Mindestgröße erreichen. Da im Algorithmus der zu komprimierende Text mit jedem Eintrag im Lexikon verglichen werden muss (siehe Abschnitt Algorithmus), steigt die zum Komprimieren benötigte Zeit mit der Größe des Fensters linear an. Der LZ77-Algorithmus in Reinform fand daher zunächst wenig Beachtung. James Storer und Thomas Szymanski verbesserten 1982 einige Probleme in dem nun Lempel-Ziv-Storer-Szymanski (LZSS) genannten Algorithmus, der auch von Phil Katz für den weit verbreiteten Deflate-Algorithmus verwertet wurde.
Der Vergleich des zu komprimierenden Textes mit allen Einträgen im Lexikon entfällt bei einer effizienten Implementierung wie im Abschnitt zur effizienten Konstruktion, wo immer nur der Vergleich mit maximal zwei Einträgen aus dem Lexikon notwendig ist.
In Reduced Offset Lempel Ziv (ROLZ, auch Lempel Ziv Ross Williams, von Ross Williams, 1991) und dem Lempel-Ziv-Markow-Algorithmus (LZMA, von Igor Pavlov, 1998) fand er bekanntere, moderne Nachfolger.

### Verwandte Algorithmen
- Lempel-Ziv-Welch-Algorithmus, wörterbuchbasierte Kompression, häufig bei Grafikdaten verwendet
- LZX-Algorithmus, Weiterentwicklung des LZ77-Algorithmus